# Liste der Monuments historiques in Berstheim
Die Liste der Monuments historiques in Berstheim führt die Monuments historiques in der französischen Gemeinde Berstheim auf.

## Liste der Objekte
| Bezeichnung | Beschreibung                        | Standort                       | Kennzeichnung | Schutzstatus | Datum | Bild |
| ----------- | ----------------------------------- | ------------------------------ | ------------- | ------------ | ----- | ---- |
| Glocke      | Bronze, Anfang des 15. Jahrhunderts | in der Kirche St-Martin (Lage) | PM67000023    | Classé       | 1982  |      |